# مؤيد عليان
مؤيد عليان مخرج ومصور سينمائي فلسطيني،مقيم في القدس. أكمل دراسته في سان فرانسيسكو في الولايات المتحدة الأمريكية. أخرج أول فيلم روائي قصيرعام 2009 بعنوان ليش صابرين وهو في الثانية والعشرين من عمره وشارك به في مهرجان كليرمون فئران وبالم سبرينجز، ودبي والإسماعيلية. أخرج وأنتج العديد من الأفلام منها: فيلم الحجارة المقدسة عام 2011، فيلم الحب والسرقة ومشاكل أخرى عام 2015 كأول فيلم روائي طويل، وفيلم التقارير حول سارة وسليم عام 2018، وفيلم بيت لحم 2001 عام 2020، فيلم بيت في القدس عام 2019 الذي أعاد من خلاله صياغة التاريخ بشكل واضح من خلال تجربة الفقد والخسارة في النكبة الفلسطينية.

## جوائزه
حصد مؤيد عليان العديد من الجوائز عن أفلامه ومن هذه الجوائز:
- جائزتين في حفل ختام مهرجان بوسفور الدولي للسينما 2023، عن فيلم بيت في القدس.
- جائزة الجمهورمن مهرجان روتردام السينمائي الدولي عن فيلم التقارير حول سارة وسليم.
- جائزة لجنة التحكيم الخاصة في مسابقة هيفوس تايجر عن فيلم التقارير حول سارة وسليم.